# Verbascum adenocaulon
Verbascum adenocaulon är en flenörtsväxtart som beskrevs av Pierre Edmond Boissier och Bal.. Verbascum adenocaulon ingår i släktet kungsljus, och familjen flenörtsväxter. Inga underarter finns listade i Catalogue of Life.